# Рудка (Житомирський район)
Ру́дка — село в Україні, в Житомирському районі Житомирської області. Входить до складу Попільнянської селищної громади Населення становить 16 осіб.

## Географія
Географічні координати: 50°5' пн. ш. 29°27' сх. д. Часовий пояс — UTC+2. Загальна площа села — 0,36 км².
Село розташоване у південно-східній частині Житомирщини. Відстань до центру громади, селища Попільня, становить 21 км. На східній околиці села протікає річка Ірпінь. Найближча залізнична станція — Липняк, за 4 км.

## Історія
Історична дата утворення датується 1620 роком.

## Населення
За даними перепису 2001 року населення села становило 16 осіб, з них усі 100% зазначили рідною українську мову.

## Зображення

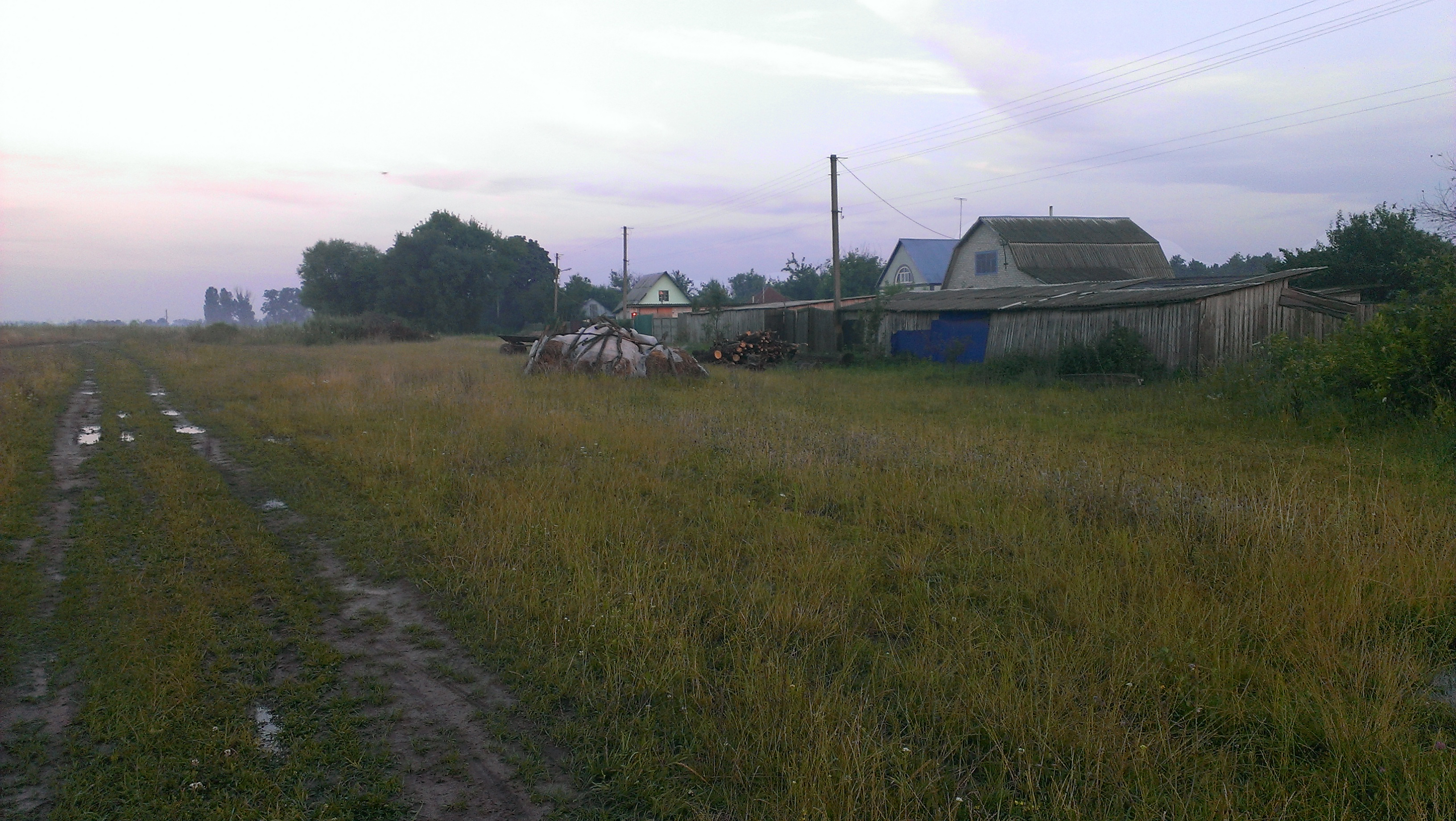
Околиця села
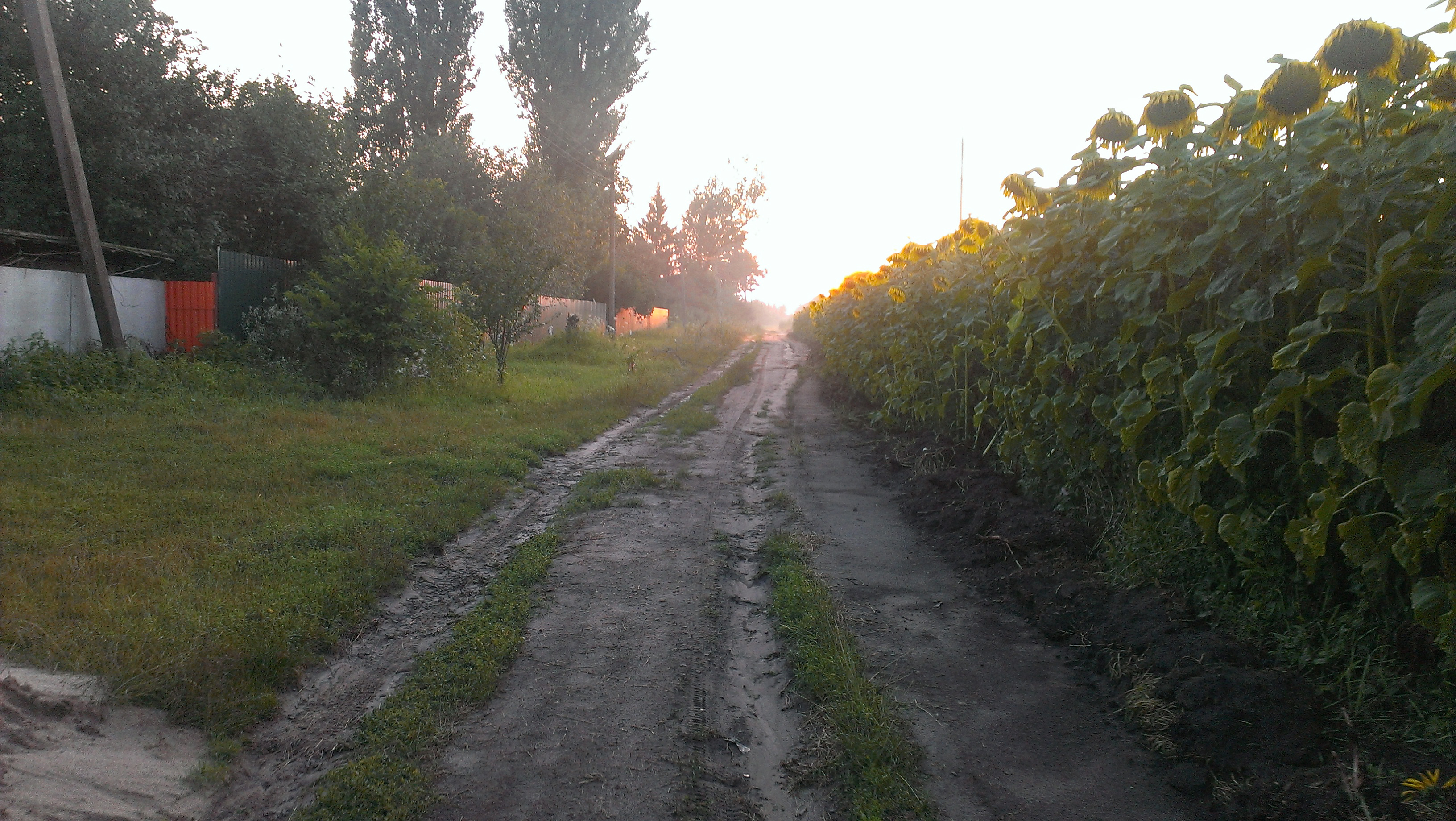
Сільська вулиця